# Una folle passione
Una folle passione (Serena) è un film del 2014 diretto da Susanne Bier, ispirato al romanzo Serena dello scrittore Ron Rash.

## Trama
Grande depressione, Carolina del Nord, 1929. George Pemberton gestisce un'industria di legname, affiancato dal suo socio Buchanan. Recatosi a Boston per lavoro, conosce Serena Shaw, figlia di un ricco produttore di legname morto durante un incendio di cui lei è l'unica sopravvissuta. George ne è sempre più affascinato e, recuperato un cavallo, la segue nei boschi, dove si presentano.
Durante il soggiorno di George a Boston i due si innamorano e si sposano. George torna quindi in Carolina del Nord con la moglie. Buchanan diffida subito di Serena. La prima sera nella nuova abitazione, Serena fa notare a George il guardingo comportamento di Buchanan, ma lui la tranquillizza.
I giorni passano, e George dà ordine ai suoi dipendenti di affidarsi a Serena, e di obbedirle come farebbero con lui. Serena inizia anche ad abbattere qualche albero e addomestica un'aquila per catturare i serpenti, che sono un problema per i taglialegna; le notizie riguardanti il suo comportamento iniziano a diffondersi e arrivano sino alle orecchie dello sceriffo del paese, che vorrebbe acquistare la proprietà dei Pemberton per ricavarne un parco. Serena e George si oppongono con forza all'idea, ma Buchanan si fa irretire dal denaro promessogli dallo sceriffo e dai suoi compari e passa dalla loro parte.
George lo scopre per caso, e per tutta risposta Buchanan gli spiega che se non si piegherà all'offerta fin troppo generosa dello sceriffo, lo manderanno in prigione riportando a galla certi affari non proprio leciti commessi alcuni anni prima. George si confida con Serena, che gli intima di risolvere il problema. George cede così all'impulsività e durante una battuta di caccia uccide Buchanan, sparandogli al cuore. Riesce a cavarsela testimoniando di aver sparato credendo di mirare a un orso.
I Pemberton ritrovano la loro intesa, Serena rimane incinta e tutto sembra procedere per il meglio. Purtroppo la giovane monta a cavallo per aiutare un uomo di fiducia di George, Galloway, che si era amputato la mano lavorando, e finisce ricoverata in ospedale, perdendo non solo il bambino, ma diventando anche sterile. L'unione dei due coniugi inizia a dissolversi, mentre Serena diventa sempre più intrattabile.
Le cose si complicano al ritorno in Carolina del Nord di Rachel, una ragazza che George aveva messo incinta tempo prima. La giovane porta con sé il figlio Jacob, e George si sente in colpa al pensiero di non riconoscerlo. Poco dopo, per distrarre Serena dalla situazione, la porta in vacanza in città, ma le cose peggiorano. Al loro ritorno, i due scoprono che un loro impiegato, Campbell, ha trovato i documenti che possono mandare George in galera e vuole consegnarli alle autorità. Mentre George è disperato a causa di Rachel e del piccolo Jacob, Serena ingaggia Galloway per uccidere Campbell. Così accade, ma Serena scopre anche della paternità di George.
Entrata in una crisi nevrotica, ingaggia nuovamente Galloway, stavolta per uccidere il piccolo Jacob. Avvisati dallo sceriffo, però, Rachel e Jacob sono già lontani, e Serena uccide l'anziana donna che li proteggeva, intimando a Galloway di non tornare alla tenuta finché non avesse ucciso Jacob.
George scopre grazie allo sceriffo il piano della moglie e la implora di dirgli dove era indirizzato Galloway, ma Serena rifiuta e George, anch'egli fuori di sé dallo stress, quasi la uccide, soffocandola. Sconvolto, si dirige dallo sceriffo, giungendo ad un accordo: costituirsi se egli gli indicherà dove sono Rachel e Jacob. George riesce a trovarli e uccide Galloway appena in tempo, poi riesce finalmente a tenere in braccio suo figlio.
All'alba, si rifugia nei boschi, dove cerca di uccidere un puma, ma è l'animale che sbrana George. Lo sceriffo trova il corpo e lo porta all'abitazione dei Pemberton; Serena lo vede dalla finestra e quasi impazzisce: decide così di dare fuoco all'abitazione e di morire bruciata.

## Produzione
Il film inizialmente doveva essere diretto da Darren Aronofsky e con protagonista Angelina Jolie. Successivamente il posto di regista è stato preso dal premio Oscar Susanne Bier, mentre per i ruoli di George e Serena sono stati scritturati rispettivamente Bradley Cooper e Jennifer Lawrence. Le riprese si sono svolte in Repubblica Ceca dal 26 marzo fino al maggio 2012.

## Distribuzione
Il primo trailer italiano del film è stato diffuso su YouTube il 12 settembre 2014. Il film è stato presentato in anteprima il 13 ottobre 2014 al London Film Festival e distribuito nelle sale britanniche il 24 ottobre 2014.
Il film è stato distribuito nelle sale italiane il 30 ottobre 2014.